# Crossostomus sobrali
Crossostomus sobrali és una espècie de peix de la família dels zoàrcids i de l'ordre dels perciformes.

## Hàbitat
És un peix marí, de clima temperat i demersal.

## Distribució geogràfica
Es troba a Xile i l'Argentina.

## Observacions
És inofensiu per als humans.